# Rancho Point
Der Rancho Point (spanisch Punta Rancho ‚Satteldachspitze‘) ist eine markante, 170 m hohe und felsige Landspitze, die den östlichen Ausläufer von Deception Island im Archipel der Südlichen Shetlandinseln markiert.
Der Kommandant des argentinischen Schiffs Granville gab der Landspitze 1947 ihren deskriptiven Namen. Das Advisory Committee on Antarctic Names übertrug diese Benennung 1965 ins Englische.